# Fina de Calderón
Josefina de Attard y Tello, conosciuta come Fina de Calderón (Madrid, 21 agosto 1927 – Madrid, 12 gennaio 2010), è stata una scrittrice, poetessa e compositrice spagnola.

## Biografia
Da giovane studiò violino e compose le sue prime poesie mentre era ricoverata in ospedale a causa di un dolore all'anca a Berck Plage, in Francia. Quando aveva solo undici anni, le sue poesie interessarono la scrittrice francese Colette.
Si esibì presso la Sala Pléyel di Parigi, in un quartetto d'archi sponsorizzato da Pablo Casals, e collaborò anche con Joaquín Turina.
Integrata nei circoli nobiliari, era una cara amica di Giovanna di Savoia, e intercedette con il nunzio apostolico in Spagna, al fine di evitare l'espulsione dalla Spagna di Simeone II di Bulgaria, figlio di Giovanna di Savoia, a causa della sua matrimonio ortodosso con Margarita Gómez-Acebo.
Maurice Chevalier e Édith Piaf la introdussero alla musica leggera moderna; durante gli anni '60 venne premiata come il tema svolto dal Primerísima Mirla Castellanos, Oh Dany, Dany Oh, che vinse il secondo posto al "Sexto Festival Internacional de la Canción de Mallorca". Compose Los doce cuentos maravillosos, scritto per la regina Fabiola del Belgio.
La sua carriera fu strettamente legata a Toledo e rese il Cigarral del Santo Ángel Custodio un luogo d'incontro di poeti ed eventi culturali di importanza internazionale. Inoltre creò e promosse per molti anni le sessioni poetiche Miércoles de la poesía nel Centro Culturale del Comune di Madrid, sostenuta da Enrique Tierno Galvan. Tenne conferenze in molti paesi.
Sposò Fernando Gutiérrez de Calderón, marchese di Mozobamba del Pozo, da cui ebbe tre figli: José Rafael, Mariola y Giovanna.

## Morte
Dopo aver subito un ictus nel mese di giugno 2009, la sua salute si deteriorò fino alla sua morte, il 12 gennaio 2010. Lasciò un'opera postuma la cui presentazione fu annunciata subito dopo: Toledario, una raccolta di poesie dedicata a Toledo.

## Opere
- Fuego, grito, luna (teatro)
- La cicatriz de arena (poesia)
- Pluriels (Plurales) (poesie bilingue francese/spagnolo)
- En Roma (canzone)
- La otra mitad (canzone)
- Pouvoir (canzone interpretata da Édith Piaf)
- Nous de Paris (canzone interpretata da Maurice Chevalier)
- Vencejos, aunque ruiseñores. Ediciones de la Torre. Madrid, 1994
- Mis Canciones Festivaleras de los años 60 Ediciones de la Torre. Madrid, 2007
- Canciones infantiles. Ediciones de la Torre. Madrid, 2007
- Caracola (canzone che rappresentò la Spagna al Eurovision Song Contest 1964, interpretata da Los TNT)
- Primer plano (canzone interpretata da Víctor Manuel nel 1966)
- Cancela (balletto)
- El Greco (balletto)
- Los pasos que no regresan (memorie)